# Stadtmuseum Düren

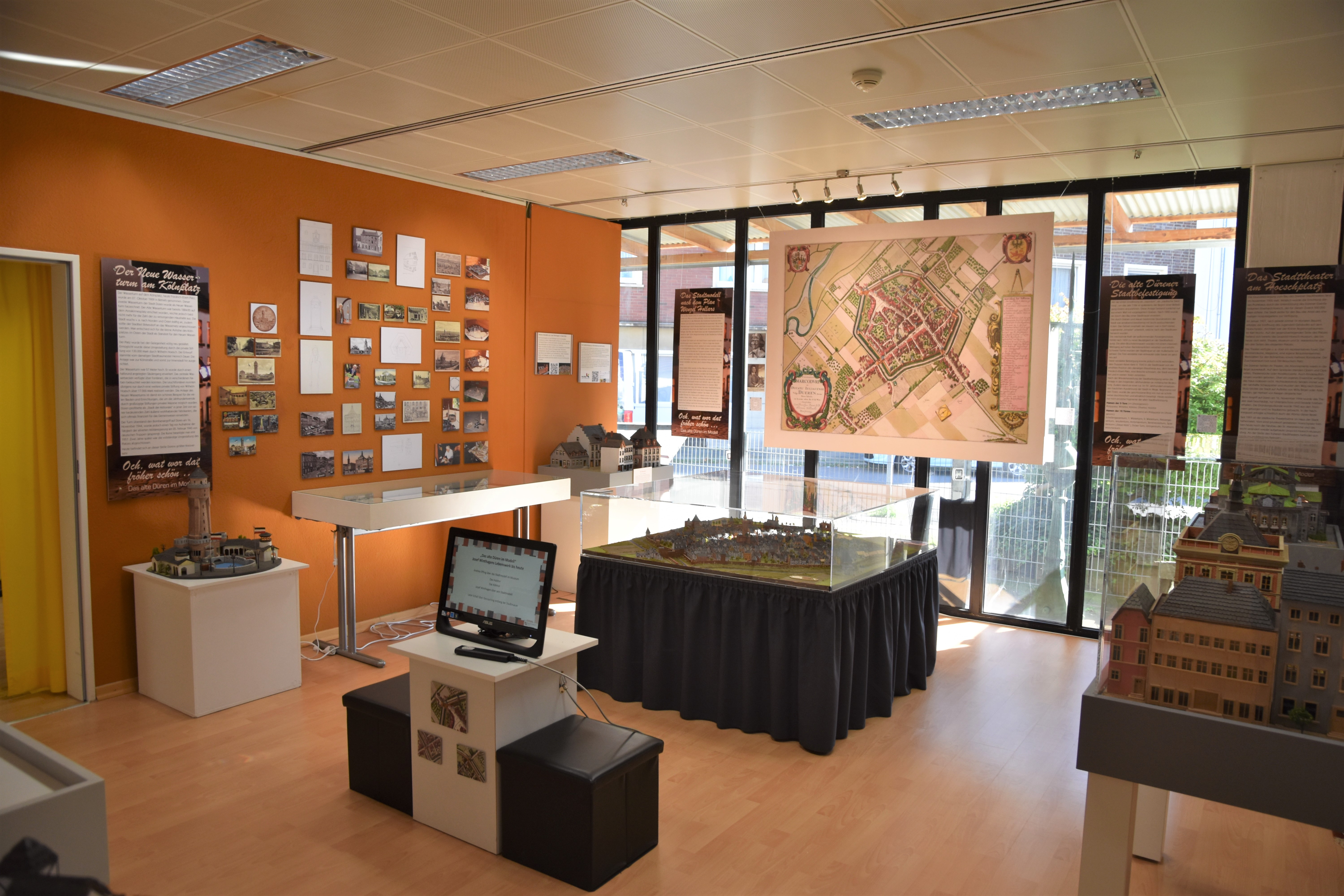
Ausstellungsraum „Och, wat wor dat fröher schön … Das alte Düren im Modell“ mit Modellbauten von Josef Winthagen (2021)

Das Stadtmuseum Düren ist ein 2009 gegründetes, ehrenamtlich geführtes Museum in Düren, Nordrhein-Westfalen, dass in seinen Räumen anhand ausgewählter Exponate die Geschichte der Stadt Düren darstellt.

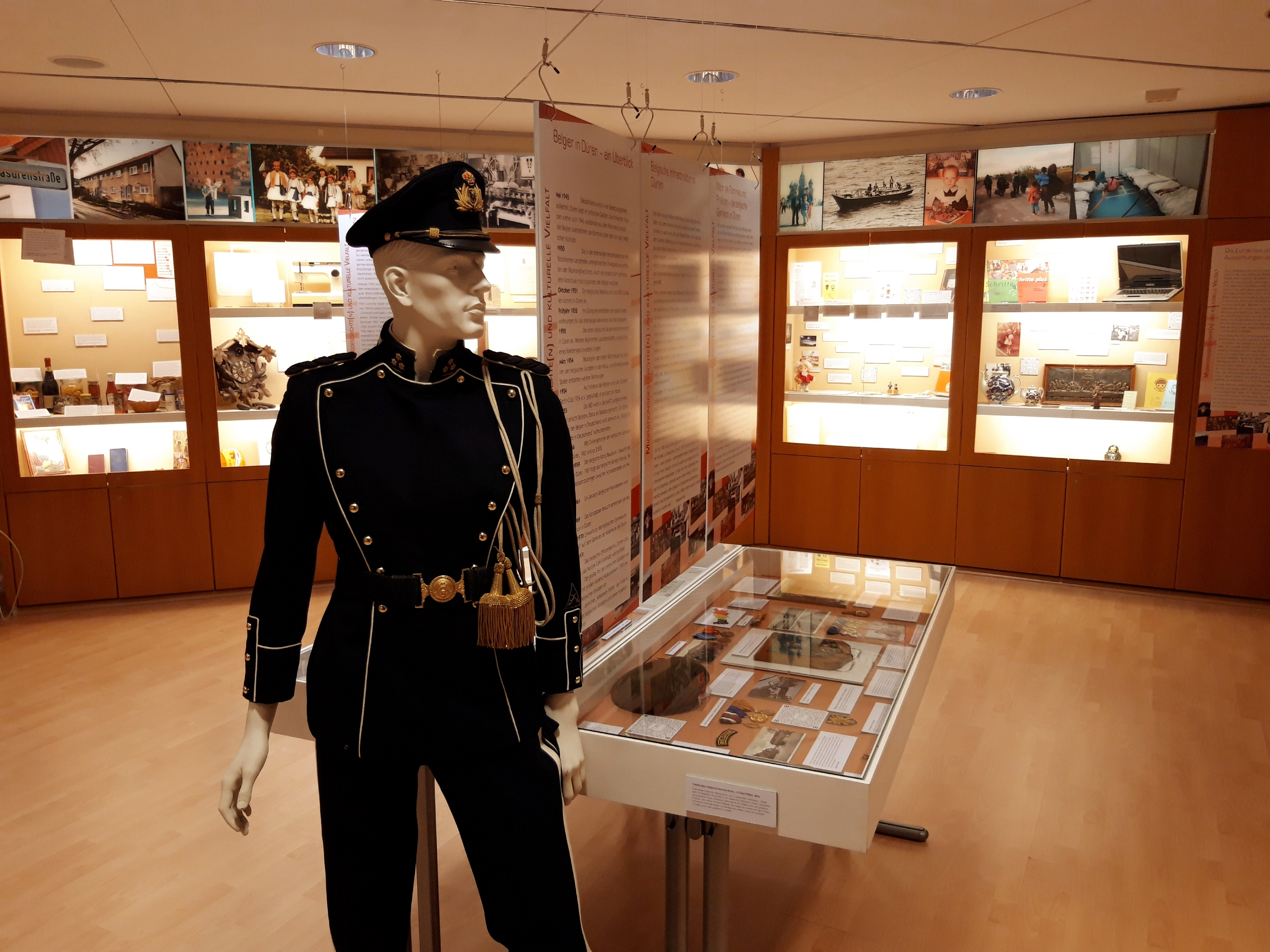
Hauptausstellungsraum „In Düren zu Hause - Migrationsgeschichte(n) und kulturelle Vielfalt“ (2021)

Seit September 2021 wird eine Ausstellung über Migrationsgeschichte(n) und kulturelle Vielfalt gezeigt, wobei der Fokus auf die verschiedenen Menschen gelegt wurde, die in den letzten 150 Jahren nach Düren kamen und die sich stetig verändernde Stadtgesellschaft durch ihren vielfältigen Einfluss bereichert haben.
Ergänzt wird das Angebot durch eine dauerhafte Einrichtung, die sich mit den Luftangriffen am 16. November 1944 auf die Stadt Düren beschäftigt.
Die Besucher können seit September 2021 in der Ausstellung „Och, wat wor dat fröher schön…Das alte Düren im Modell“ zahlreiche Modelle des Hobbybastlers Josef Winthagen bestaunt werden.
Zudem wird seit Januar 2022 in der Ausstellung „Jäger, Forscher, Naturschützer - Auf den Spuren von Carl Georg Schillings“ auf das Leben und Wirken dieses bekannten Düreners eingegangen.
Seit Frühjahr 2020 können die Ausstellungsräume auch in einem virtuellen Rundgang betrachtet werden.

## Geschichte
Im September 2008 baute die Dürener Geschichtswerkstatt im ehemaligen Bettenhaus Thiemonds in Düren eine zeitlich befristete Ausstellung über die 1950er Jahre auf. Die starke Resonanz der Dürener Bevölkerung ermutigte eine Initiative, neben den bereits existierenden Dürener Museen ein stadtgeschichtliches Museum einzurichten.
Die Sparkasse Düren stellte dazu in der Arnoldsweilerstraße in der Dürener Innenstadt Räumlichkeiten zur Verfügung, die zuvor als erster und bisher einziger Autoschalter der Dürener Bankinstitute dienten. Bereits im Jahr 2009 konnte die erste Ausstellung eröffnet werden, die die Zeit von 747 bis 1814 zeigte. Nach und nach erarbeiten die größtenteils ehrenamtlichen Mitarbeiter weitere Abschnitte der Dürener Stadtgeschichte, so dass in unregelmäßigen Abständen ein Wechsel der Ausstellungen stattfindet.
Es ist für die Zukunft geplant, das Stadtmuseum (nach Umbau) in das ehemalige Schulgebäude, Schenkelstraße 6–8, später eine Zweigstelle des Dürener Rathauses, umzuziehen.

## Veranstaltungen
Unterschiedliche regelmäßige Veranstaltungsformate ergänzen das Angebot der ständigen Ausstellung:

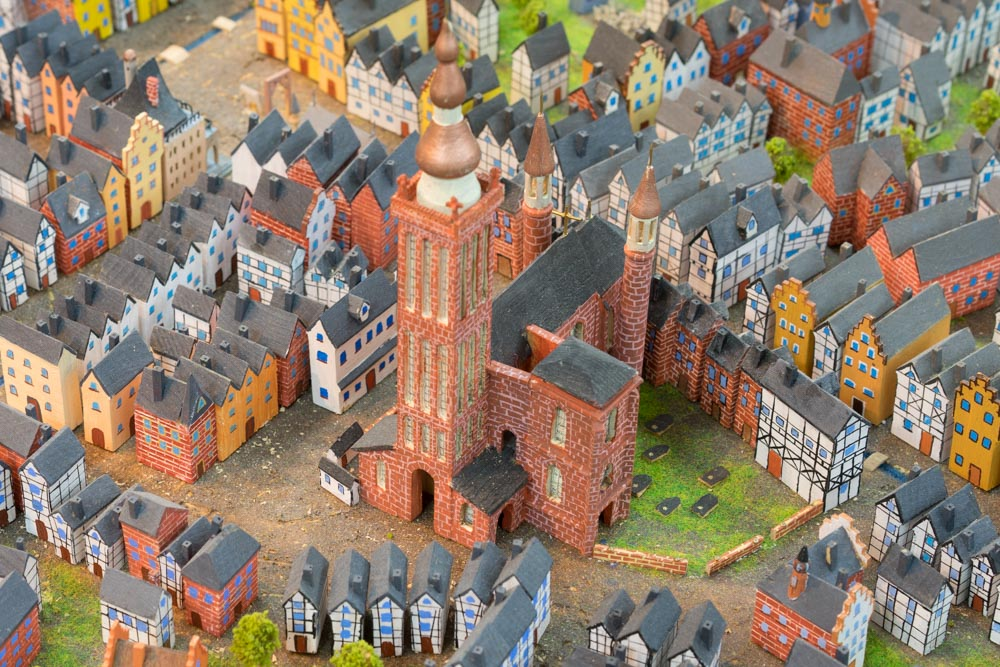
Kirche St. Anna, Düren 1634, Stadtmodell nach Wenzel Hollar

- wöchentlicher „Offener Treff“ für Mitglieder und interessierte Besucher (immer dienstags)
- Führungen durch die Ausstellung jeden letzten Sonntag im Monat oder auf Anfrage
- Rundgänge und Themenführungen in Düren
- Monatliche Ahnenforscherberatung durch Forscher der Westdeutschen Gesellschaft für Familienkunde Köln (WGfF) und Ahnenforschertreff
- Die Schreibwerkstatt hilft Jung und Alt beim Lesen alter Dokumente oder Briefe. Sie wurde im Rahmen des EFI-Projekts des Kreises Düren initiiert.Ausstellungsraum „Jäger, Forscher, Naturschützer - Auf den Spuren von Carl Georg Schillings“ (2022)

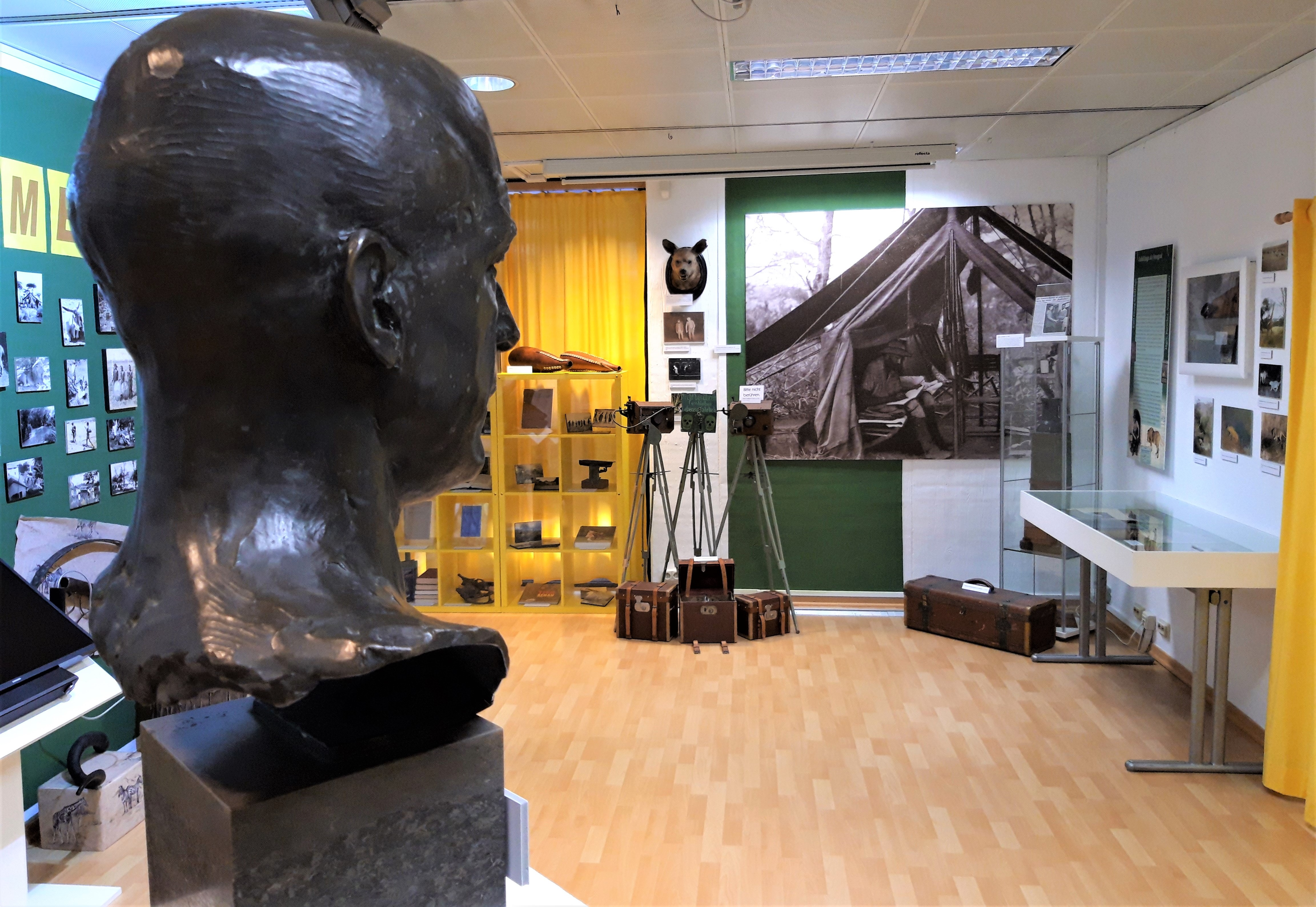
Ausstellungsraum „Jäger, Forscher, Naturschützer - Auf den Spuren von Carl Georg Schillings“ (2022)

- Ausstellungsbegleitende Fachvorträge sollen einzelne Bereiche der Stadtgeschichte vertiefen
- Die Gesprächsreihe „Dürener auf der Couch“ bietet ein vor allem unterhaltsames Forum für alle Dürener Bürger, die etwas aus ihrem Leben zu erzählen haben
- Schul-AG „Stadtmuseum“ in Kooperation mit dem Rurtalgymnasium
- Geocaching-Touren durch die Stadt
- Sonderveranstaltungen zum Internationalen Museumstag[6]
- Teilnahme am „Kulturrucksack NRW“